# Renato Marsiglia
Pour les articles homonymes, voir Marsiglia.
Renato Marsiglia (né le 3 juin 1951 dans le Rio Grande do Sul) est un ancien arbitre brésilien de football des années 1990.

## Carrière
Il a officié dans des compétitions majeures : 
- Coupe du monde de football des moins de 20 ans 1991 (2 matchs) ;
- Coupe du monde de football des moins de 20 ans 1993 (2 matchs) ;
- Recopa Sudamericana 1993 (finale aller) ;
- Coupe du monde de football de 1994 (2 matchs).